# Короткошёрстный вомбат
Короткошёрстный вомбат, или голоносый вомбат, или тасманийский вомбат (лат. Vombatus ursinus), — вид сумчатых млекопитающих из семейства вомбатовых, живущих в Австралии. Единственный современный представитель рода короткошёрстных или голоносых вомбатов (Vombatus).

## Описание
Взрослые особи могут достигать от 80 до 130 см и весить от 17 до 40 кг. Вомбаты, найденные на островах Тасмания и Флиндерс, часто меньше по размеру, чем их материковые сородичи.
Внешне отдалённо напоминает сурка. Хвост рудиментарный. Конечности короткие, сильные, на четырёх пальцах (кроме укороченного первого) имеются крепкие когти, приспособленные для рытья. Морда короткая, широкая, с маленькими глазами и небольшими округлыми ушами. Уши и нос практически голые (в отличие от видов другого современного рода длинношерстных вомбатов). Сумка хорошо развита, открывается назад; сосков 2. В желудке обнаружены специфические пищеварительные железы, свойственные животным, потребляющим грубую пищу.

## Распространение

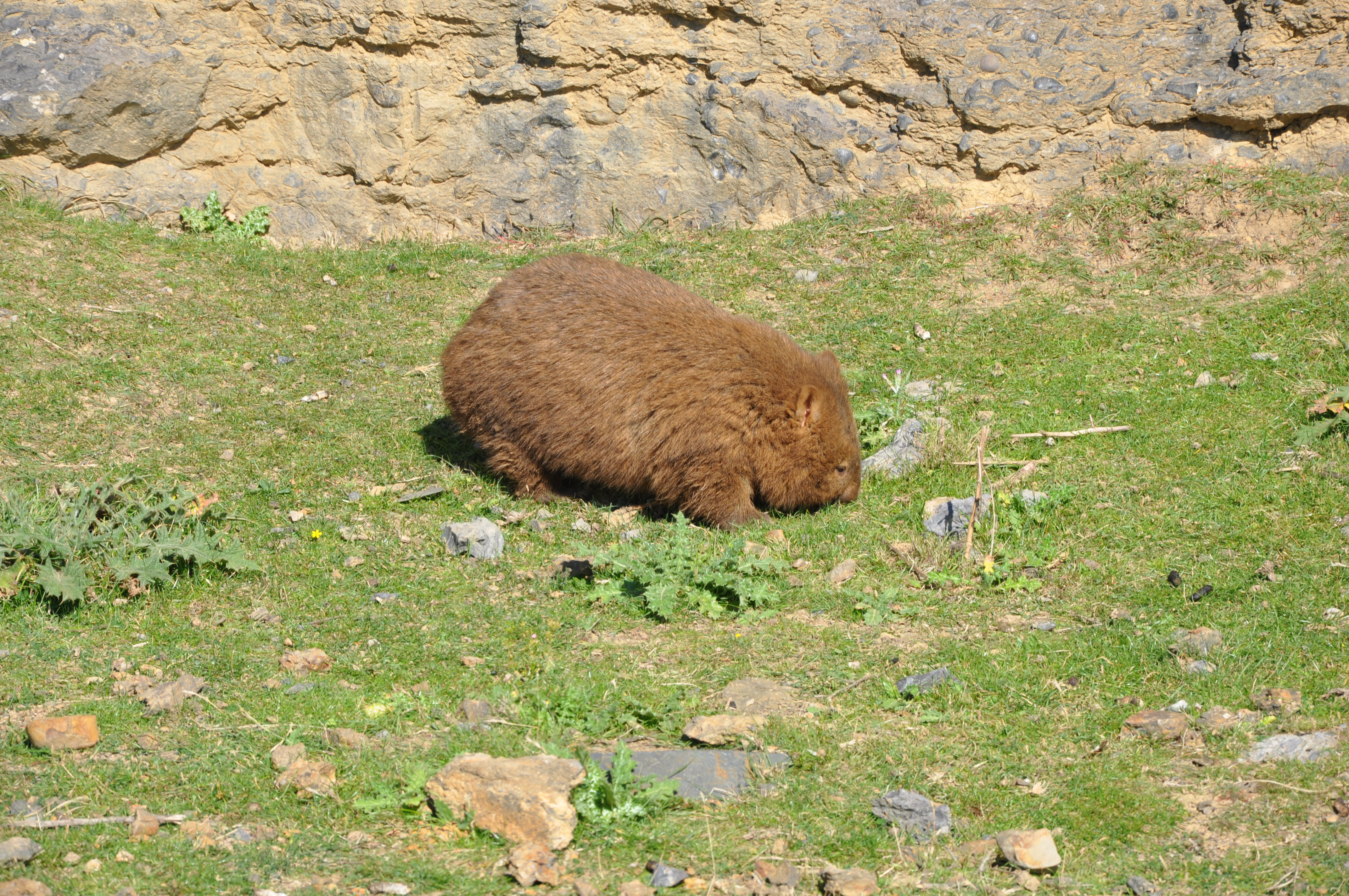
Короткошёрстный вомбат на острове Марайа, Тасмания.

Ареал охватывает Тасманию, юго-восток Квинсленда и юго-восток Южной Австралии. Голоносый вомбат населяет горные леса, предпочитая скалистые биотопы.

## Образ жизни
Данных по биологии вида немного. Каждая особь строит себе нору. Быстро копает передними лапами, а задними отбрасывает грунт; попавшиеся корни перегрызает резцами. Обычно нора имеет одно входное отверстие, а система подземных ходов может простираться на 30 м. В глубине норы находится гнездовая камера, где вомбат сооружает гнездо из растительных материалов. Перед жилой норой располагаются специально выровненные площадки, на которых зверёк отдыхает. К местам постоянной кормёжки от старых нор ведут утоптанные тропинки. По земле передвигается довольно быстро.
Активность ночная. В пищу использует стебли трав, корни растений, грибы. При питании отрывает передними лапами кусочки растений и отправляет в рот.

## Размножение
Сведения о размножении отрывочны. В Австралии детёныши рождаются в апреле-июне; на Тасмании вомбаты размножаются в течение всего года, но пик родов приходится на октябрь-январь. В помёте 1, реже 2 детёныша. Молодые покидают сумку в возрасте 3 месяцев, половой зрелости достигают к 2 годам. Продолжительность жизни в неволе до 26 лет.

## Угрозы
В прошлом вомбатов добывали ради мяса, которое, несмотря на специфический привкус, использовалось в пищу. Нередко звери преследовались как предполагаемые вредители урожая; кроме того, лошади фермеров часто ломали ноги, попадая в их норы. Сильно пострадали вомбаты во время кампании против кроликов, использовавших их норы как убежища. В последнее время голоносый вомбат несколько восстановил свою численность и является сравнительно обычным видом.

## Синонимы
Синонимия как рода, так и вида, обширна. Младшими синонимами рода являются:
- Amblotis Illiger, 1811
- Opossum Perry, 1810
- Phascolomis E. Geoffroy, 1803
- Phascolomus Rafinesque, 1815
- Phascolomys Duméril, 1806
- Wombatus Desmarest, 1804

В синонимику вида входят следующие биномены:
- Didelphis ursina Shaw, 1800
- Opossum hirsutum Perry, 1810
- Phascolomys mitchelli Owen, 1838
- Phascolomys platyrhinus Owen, 1853
- Phascolomys ursinus (Shaw, 1800)
- Phascolomis vombatus Leach, 1815

- Vombatus angasii (Gray, 1863)
- Vombatus assimilis (Krefft, 1872)
- Vombatus bassii (Lesson, 1827)
- Vombatus fossor (Desmarest, 1804)
- Vombatus fuscus (Tiedemann, 1808)
- Vombatus niger (Gould, 1863)
- Vombatus setosus (Gray, 1863)
- Vombatus tasmaniensis (Spencer & Kershaw, 1910)
- Vombatus wombat (Voigt, 1802)

## Классификация
Выделяют три подвида:
- Vombatus ursinus hirsutus (обитает в Австралии)
- Vombatus ursinus tasmaniensis (обитает на Тасмании)
- Vombatus ursinus ursinus (раньше обитал на всех островах пролива Басса, а сейчас — только на острове Флиндерс)